# Tel Jai

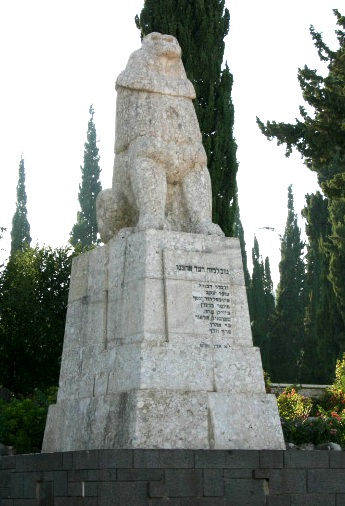
El león de piedra de Tel Jai.

Tel Jai (en hebreo: תל חי‎; en árabe: تل حاي; Colina de la Vida) es un antiguo asentamiento fortificado judío en el norte del Dedo de Galilea, en el Distrito Norte de Israel, cerca de la frontera con el Líbano. Fue uno de los primeros asentamientos judíos en la zona septentrional de Israel en época moderna, erigido en 1905, y poblado intermitentemente hasta 1918, en que fue ocupado como puesto fronterizo y de control del Valle de Jule.
Tras la Primera Guerra Mundial y la caída del Imperio otomano, el Reino Unido y Francia delimitaron en el tratado Sykes-Picot las zonas otomanas ocupadas por ambas potencias, asignando la zona meridional del levante mediterráneo al Reino Unido (Palestina y Transjordania) junto con Irak, y la zona septentrional (Siria y Líbano) a Francia. Sin embargo, la delimitación no fue aceptada por los franceses en cuanto a zona de la Alta Galilea (que incluía Tel Jai, Metulla, Kfar Giladi y Hamrah), por lo que espolearon a comandos árabes para ocupar todas las áreas que pudieran antes de la aplicación definitiva del tratado, para así integrarlas en el mandato francés.
En marzo de 1920, los comandos árabes se toparon con una fuerte resistencia por parte de los defensores judíos, liderados por Joseph Trumpeldor, el cual defendió Tel Jai, cayendo finalmente junto a sus últimos 7 hombres en su defensa. Sin embargo, su sacrificio consiguió retardar el avance árabe, acabando así con las aspiraciones francesas sobre la Alta Galilea.
Reocupado en 1921, Tel Jai acabó integrado dentro del kibutz Kfar Giladi en 1926; en la actualidad el antiguo asentamiento está declarado monumento nacional israelí. Destaca la estatua de un león de piedra junto a las tumbas de los héroes. En sus cercanías se ubica la actual ciudad de Kiryat Shemona, que con su nombre (Ciudad de los Ocho) rinde homenaje a los defensores de Tel Jai.